# Felipe Santa Cruz
Felipe de Santa Cruz Oliveira Scaletsky (Rio de Janeiro, 3 de abril de 1972) é um advogado brasileiro, ex-presidente da Ordem dos Advogados do Brasil.

## Infância e juventude
Filho único de Ana Lúcia e de Fernando Santa Cruz, desaparecido político aos 26 anos de idade. É casado com a advogada tributarista Daniela Ribeiro de Gusmão, atual presidente da Cidade das Artes, nomeada pelo prefeito do Rio de Janeiro Eduardo Paes.
Quando tinha dois anos de idade, seu pai, o pernambucano Fernando Santa Cruz, estudante de Direito, funcionário público do estado de São Paulo e militante da Ação Popular Marxista-Leninista (APML) foi preso, no Rio de Janeiro, onde estava em passeio com a família. Detido no sábado de Carnaval do ano de 1974 por agentes do DOI-Codi, Fernando Santa Cruz foi levado de volta a São Paulo e nunca mais foi visto. Desde esta época, seu nome integra a lista de desaparecidos políticos.

## Formação acadêmica
Antes de assumir postos corporativos, como a presidência da Caarj e OAB/RJ, Felipe Santa Cruz atuou como advogado. Presidiu o Centro Acadêmico de Direito e o Diretório Central dos Estudantes da Pontifícia Universidade Católica do Rio de Janeiro (PUC-Rio), instituição em que cursou Direito e se formou em 1997. Fez mestrado em Direito e Sociologia pela Universidade Federal Fluminense (UFF) entre 2000 e 2002, no qual defendeu sua dissertação sobre o Direito do Trabalho. Foi professor nos cursos de Direito da Universidade Cândido Mendes (UCAM) entre 2001 e 2005 e na Santa Úrsula nos anos de 2001 e 2002.

## Carreira profissional
Ao longo da carreira como advogado trabalhista, logo após sua formatura, recebeu o convite para ser sócio da Machado Silva Consultoria Jurídica (1998-2013). Em 2014, passou a titular do escritório Felipe Santa Cruz Advogados.

### Premiação
Em agosto de 2013, durante a sessão solene de comemoração aos 170 anos do Instituto dos Advogados Brasileiros (IAB), recebeu junto ao então presidente da Caarj, Marcello Oliveira, uma medalha que homenageia advogados que se destacam pelos serviços prestados à entidade.

### Presidência da OAB/RJ
Aos quarenta anos de idade, Felipe tomou posse pela primeira vez como presidente da seção fluminense da Ordem dos Advogados do Brasil (OAB/RJ), triênio 2013-2015, uma das entidades que mais lutou contra os crimes políticos da ditadura e pela redemocratização do país. Sua gestão na seccional também é marcada por uma série de vitórias em defesa das prerrogativas da advocacia e dos interesses corporativos da categoria. Conquistas que beneficiaram advogados de todo o País, não apenas os do Rio de Janeiro.
Felipe Santa Cruz sempre defendeu o direito de manifestação com todas as forças e nunca aceitou qualquer tipo de violência. Uma de suas defesas é que todos têm direito ao sigilo das comunicações com seu advogado. Para ele, o ‘ovo da serpente’ do autoritarismo tem insistido no caminho de criminalizar o advogado pelos delitos de seus clientes. O sigilo é proteção do cidadão, não do advogado e sua violação não passou incólume na sua gestão. Outro viés para garantir as prerrogativas dos advogados, por meio da Comissão, foi minimizar conflitos potenciais, com diálogo e boa vontade. A morosidade e os entraves burocráticos sempre geraram pressão para os advogados, cobrados por seus clientes como os responsáveis pelos problemas do aparelho judicial. Na gestão de Felipe Santa Cruz, os direitos, inclusive ao diálogo, acima de tudo, foram valorizados.
Para o segundo mandato como presidente da OAB/RJ, reeleito com 68% dos votos válidos, triênio 2016/2018, intensificou a defesa das prerrogativas do advogado e construiu uma gestão mais participativa com a composição de 118 Comissões. Uma das grandes conquistas, desde a criação do Estatuto do Advogado, foi o Projeto de Lei Complementar 221/12, que universaliza o acesso do setor de serviços ao Simples Nacional, ou o Supersimples. No texto, os escritórios de advocacia foram incluídos no regime de tributação das micro e pequenas empresas, grande vitória com participação decisiva da OAB/RJ.
Desde o início, também defendeu a manutenção de diversos serviços conquistados. Criou a Casa do Advogado Celso Fontenelle, que dispõe de escritórios compartilhados, a Central de Digitalização e Peticionamento. Entre outros projetos de destaque estão, ainda, o Projeto ‘Mais Justiça’ buscando melhorarias no Judiciário diante do déficit de 300 juízes no Estado e a falta de investimentos nos juizados. Na presidência da OAB, Felipe Santa Cruz organizou a maior conferência de advogados de sua história até então, reunindo 17 mil profissionais no Riocentro, em outubro de 2015, no Rio de Janeiro.
Em parceria com a Caixa de Assistência da Advocacia do Estado do Rio de Janeiro (CAARJ), ajudou a viabilizar vários projetos importantes, entre eles, a implantação do Plano Estadual da Mulher Advogada, a formalização da isenção da anuidade para advogadas mães no ano do parto ou da adoção, ou no caso da gestação não levada a termo e a instalação da primeira clínica médica de atendimento exclusivo a advogados e estagiários de Direito e seus familiares.
Destaca-se ainda um Acordo de Cooperação Técnica entre a OAB/RJ e o Instituto Nacional da Seguridade Social (INSS), com o objetivo de facilitar o acesso de advogados ao órgão, de maneira digital, consultando o sistema interno de seu protocolo eletrônico, entre outras realizações a fim de facilitar a vida pessoal e profissional da categoria.
A entidade também, durante as duas gestões de Felipe Santa Cruz, foi protagonista de várias manifestações públicas, por zelar, sob todas as circunstâncias, pela proteção das garantias constitucionais. A mais recente delas, o repúdio público aos mandados coletivos de busca e apreensão durante a intervenção federal no Rio de Janeiro, por essas e outras medidas semelhantes infringirem as garantias individuais de inviolabilidade do lar e intimidade dos cidadãos.

### Presidência da OAB
Felipe Santa Cruz foi eleito no dia 31 de janeiro de 2019 presidente nacional da Ordem dos Advogados do Brasil.Ficando no comando da OAB Nacional no triênio 2019-2022.

## Carreira política
Em 2004 tentou entrar na política pela primeira vez, sendo candidato a Vereador do Rio de Janeiro pelo Partido dos Trabalhadores.. Já filiado ao PSD, em 2022, foi escolhido como pré-candidato a vice-governador do estado do Rio de Janeiro, na chapa de Rodrigo Neves do PDT, sendo apoiado pelo prefeito Eduardo Paes.

## Controvérsias
No dia 22 de maio de 2019, ao divulgar em seu Twitter um evento sobre fake news com a presença de ministros do Supremo Tribunal Federal, discutiu com advogados que criticavam o evento.
Posteriormente, publicou a seguinte mensagem:
“Com muito orgulho, sou filho de um herói que resistiu ao arbítrio. Você sabe quem é seu pai? Importante isso nas nossas vidas. Forte abraço.”
Horas depois apagou as mensagens, e explicou-se assim:
“Em uma troca de mensagens que fizeram parte de uma discussão caluniosa e ofensiva sobre a memória de meu pai, me excedi e usei termos que não devem fazer parte de qualquer debate. Provocações injuriosas nunca devem ser respondidas de forma emocional, mas todos temos temas que nos são mais sensíveis. Peço desculpas a todos. Lamento o uso das redes sociais para esse fim e apaguei as declarações, que não espelham meu pensamento e minha costumeira calma. De todo modo, com a memória de um pai assassinado não se brinca.” 
Já em 2021, demonstrou enorme surpresa depois que soube que o nome da advogada Luciana Pires circulava na lista de candidatos ao quinto constitucional, sem que a advogada tivesse qualquer qualificação acadêmica, algo realmente importante para um candidato ao Quinto Constitucional. A advogada já era antiga inimiga de Felipe Santa Cruz, em especial por advogar para o o presidente Jair Bolsonaro: 

“Não há qualquer chance de essa advogada de porta de cadeia entrar em uma lista da OAB.”

Em outro momento, acrescentou:

“Gente desqualificada não entra na lista.”

A advogada, mesmo não tendo comprovado sua qualificação para o cargo, respondeu:

“Quando o presidente de uma instituição ataca uma colega de forma irresponsável e gratuita, demonstrando um desequilíbrio emocional incompatível com o cargo que exerce, e além disso se comporta como líder mafioso, dizendo abertamente que é ele quem controla quem entra ou não na lista de candidatos do que quer que seja da OAB, já passou da hora de repensar a permanência desse senhor na liderança da respeitável instituição à qual pertenço.”